# Snowtown murders
Als Snowtown murders (Snowtown-Morde) oder auch Bodies-in-Barrels murders (Leichen-in-Fässern-Morde) wird eine Mordserie in South Australia bezeichnet, bei der zwischen August 1992 und Mai 1999 elf Menschen ermordet worden sind. Der Name bezieht sich auf die Stadt Snowtown, in der die Opfer gefunden wurden. Aber nur eines der Opfer wurde dort getötet und keines der Opfer und keiner der Täter stammten aus Snowtown. Die Morde wurden aufgedeckt, als am 20. Mai 1999 die Überreste von acht Opfern in einer vermieteten Bank gefunden wurden. Sie befanden sich in mit Säure gefüllten Fässern.
Die Stadt Snowtown liegt 145 km nördlich von Adelaide, der Hauptstadt von South Australia. Die Leichen wurden an verschiedenen Orten in Südaustralien aufbewahrt und erst Anfang 1999 in die Bank verbracht, als bekannt wurde, dass die Polizei in mehreren Vermisstenfällen Ermittlungen eingeleitet hatte. Die acht Leichen wurden in sechs Plastikfässern im Banktresor und drei Tage später auch zwei weitere Leichen im Hinterhof einer Vorstadt von Salisbury vergraben gefunden. Bis Ende Juni waren neun von zehn Opfern identifiziert. Auf die Entdeckungen folgte eine langwierige verdeckte Ermittlung der Polizei. Während der Ermittlungen kam die Polizei zu dem Schluss, dass die Morde von denselben Tätern verübt worden sein mussten. Ein weiteres Opfer, welches bereits 1994 entdeckt worden ist, konnte erst später identifiziert und zugeordnet werden. Ermittlungen in einem weiteren Todesfall, dem möglichen Mord an Suzanne Allen, wurden aus Mangel an Beweisen eingestellt.
Vier Männer wurden wegen der Morde verhaftet und angeklagt. Drei von ihnen wurden wegen Mordes zu lebenslangen Freiheitsstrafen verurteilt. Vom Gericht wurde festgestellt, dass John Justin Bunting der Anführer der Gruppe gewesen sei. Mehr als 250 Verordnungen verhinderten die Veröffentlichung von Tatdetails. Die letzten wurden 2011 aufgehoben, als von den Produzenten des Films Die Morde von Snowtown eine Anfrage dazu gestellt wurde.

## Täter
Als Haupttäter wurde John Bunting identifiziert. Er wurde für alle Morde, mit Ausnahme des ungeklärten Todes von Suzanne Allen, verurteilt. Ihm halfen mehrere Personen bei den Morden.
- John Justin Bunting wurde 1966 in Inala in Queensland geboren. Schon als junger Mensch zeigte Bunting Vergnügen daran zu töten. So war sein Lieblings-Zeitvertreib, Insekten mit Säure umzubringen. Weiterhin war er zu dieser Zeit als Neonazi aktiv. Später entwickelte Bunting einen starken Hass auf Homosexuelle und Pädophile. Der forensische Psychiater Professor Kevin Howells attestierte Bunting das Fehlen von Emotionen und der Fähigkeit, Empathie zu empfinden. Nach seinen Beobachtungen handelt es sich bei Bunting um einen psychopathischen Mörder, der Befriedigung daraus zog, seine Opfer zu beherrschen.[1]

- Robert Joe Wagner freundete sich 1991 mit Bunting an und wurde von diesem ermutigt, ihm bei den Morden Beihilfe zu leisten.[2]

- Mark Ray Haydon wurde für keinen Mord verurteilt. Er gestand, dabei geholfen zu haben, die Leichen der Opfer zu beseitigen.

- James Spyridon Vlassakis lebte, wie seine Mutter und sein Halbbruder, zusammen mit Bunting. Er wurde mit der Zeit zum Helfer bei den Folterungen und Morden. Er lehnte es ab, mit den Ermittlungsbehörden zusammenzuarbeiten, solange seine Mutter in die Fälle verwickelt war. Nach ihrem Tod wurde er zum Kronzeugen.

- Elizabeth Harvey war die Mutter von James Vlassakis. Sie wusste von den Morden und half bei einem, nachdem Bunting sie dazu ermutigte. Sie starb nach der Verhaftung von Bunting, Wagner, Haydon und ihrem Sohn an Krebs.

- Thomas Trevilyan war an dem Mord an Barry Lane im Jahre 1997 beteiligt. Er wurde vor Beginn der Ermittlungen von den anderen Gruppenmitgliedern ermordet.

- Jodie Elliott war die Schwester von Mark Haydons Frau Elizabeth. Elliott verfügte über eine unterdurchschnittliche Intelligenz und war in Bunting vernarrt. Sie täuschte vor, eine verstorbene Bekanntschaft von Bunting, Suzanne Allen, zu sein, um an deren finanzielle Rücklagen zu gelangen. Ihr Sohn Frederick Brooks wurde später von der Gruppe ermordet.

## Die Morde
Bunting zog 1991 in ein Haus in Salisbury North und freundete sich schnell mit Wagner, dessen Freund Barry Lane und Mark Haydon an, die alle in der Nähe wohnten.
Die Opfer wurden zumeist von John Bunting aus einer Laune heraus gewählt, aufgrund eingebildeter Verfehlungen. Bunting hasste besonders Pädophile und manche der Opfer wurden alleine schon deshalb ermordet, nachdem er über ihre angeblichen Beziehungen mit Kindern gehört hatte. Dies beruhte normalerweise auf fadenscheinigen Beweisen oder Gerüchten. Andere Opfer wurden aufgrund ihres Übergewichts, ihrer Homosexualität oder wegen ihres Drogenkonsums ermordet. Die meisten Opfer waren Freunde oder Bekannte von zumindest einer Person aus der Gruppe, andere waren Verwandte, welche manchmal gar im selben Haus wie einer der Mörder lebten.
Normalerweise wurden die Sozialversicherungsnummer und die Bankdaten von den Opfern verwendet und die Mörder oder ihre Unterstützer nahmen deren Rolle ein, um ihre Renten zu beziehen. Insgesamt gelangten die Täter auf diese Weise an 97.200 $. Dennoch war Sozialhilfebetrug nicht das Hauptmotiv für die Morde.
Der letzte Mord wurde in der Bank durchgeführt, nachdem die Fässer bereits dort eingelagert gewesen waren. Über die dort vorgefundene Szenerie berichtete ein Polizist:

“It was a scene from the worst nightmare you’ve ever had; I don’t think any of us was prepared for what we saw.”

„Es war wie eine Szene aus dem schlimmsten Albtraum, den du jemals hattest. Ich glaube, niemand von uns war auf das vorbereitet, was wir dort sahen.“

Im Bankgebäude fanden sich zahlreiche Werkzeuge, welche von den Tätern zum Foltern und Töten genutzt wurden. Darunter befanden sich Messer, eine blutbefleckte Säge, eine doppelläufige Schrotflinte, aufgerollte Seile, Klebeband, Gummihandschuhe, Kleidung und ein improvisierter Elektroschocker, mit welchem die Täter den Opfern Elektroschocks an den Genitalien und anderen sensiblen Bereichen verabreichten.
Die Pathologen fanden heraus, dass die Opfer vor ihrer Ermordung für längere Zeit gefoltert worden sind. Dabei wurden alltägliche Werkzeuge wie Pinzetten, Zangen und Schraubzwingen genutzt. All diese Werkzeuge fanden sich im Tresor.
Wendy Abraham, Kronanwalt und stellvertretender Leiter der Staatsanwaltschaft, berichtete dem Obersten Gericht, dass die Opfer gezwungen wurden, ihre Peiniger mit „Gott“, „Herr“, „Chefinspektor“ und „Lord Sir“ anzureden.
Bei zwei Opfern ist die Folter bekannt. Ray Davies wurde mit einem Seil stranguliert, mit einem Reifenheber misshandelt, mit Keulen geschlagen und wiederholt mit Schlägen in die Genitalien gequält. Zusätzlich wurde ihm ein Zeh mit einer Zange zerschmettert. Frederick Brooks wurde mit Elektroschocks an seinen Genitalien gefoltert. Ihm wurde eine Wunderkerze in die Harnröhre eingeführt und angezündet, später wurde dies wiederholt. Danach wurden ihm die Zehen zerschmettert und seine Ohren und Nase mit Zigaretten verbrannt. Anschließend erstickte er an seinem Knebel.
Etwas von dem Fleisch des elften und letzten Opfers, David Johnson, war gebraten und von Bunting und Wagner gegessen worden.

## Die Mordserie
- Clinton Trezise war 22 und hatte eine sexuelle Beziehung mit Barry Lane, was Bunting erboste. Er wurde im August 1992 bei einem Besuch bei Bunting in Salisbury North von diesem im Wohnzimmer mit einem stumpfen Gegenstand erschlagen. Bunting rief Wagner und Lane an, welche ihm halfen, die Leiche zu entsorgen. Sie wurde 1994 in Lower Light gefunden, die Identität war aber für fünf weitere Jahre ungeklärt.

- Ray Davies war ein 26-jähriger geistig behinderter Mann, welcher wiederholt Lane dabei begleitete, wenn dieser in Bars Männer ansprach. Er war ebenso dafür bekannt, sich vor Schulkindern zu entblößen. Er begann eine Beziehung mit Suzanne Allen und zog in einen Wohnwagen in Allens Hinterhof, einen Block von Buntings Haus entfernt. Am 26. Dezember 1995 erzählte Allens Enkel ihr, dass Davies ihn missbrauchen würde. Während Allen und ihre Tochter Anette loszogen, um bei der Polizei Anzeige zu erstatten, griffen sich Bunting und Wagner Davies und fuhren mit ihm aus der Stadt. Sie brachten ihn zu einem von Bunting gemieteten Gelände im 127 km entfernten Riverland, in die Nähe von Nildottie. Dort wurde er wiederholt geschlagen, vielfach in die Genitalien. Später wurde Davies zurück zu Buntings Haus gebracht, wo sie Elizabeth Harvey dazu einluden, beim Foltern mitzumachen. Harvey stach Davies wiederholt in die Beine, nachdem sie ihn zusammen mit Wagner stranguliert hatte. Die Leiche wurde in Buntings Hinterhof vergraben. Bunting erzählte später Harveys 15-jährigem Sohn James Vlassakis, dass seine Mutter Davies getötet hätte. Davies wurde nie als vermisst gemeldet.

1996 zogen Bunting, Harvey und ihr Sohn nach Bakara. Allen war in Bunting vernarrt und folgte ihnen, um ein Wochenende im Haus in Bakara zu verbringen. Nachdem er mit ihr geschlafen hatte, sagte er ihr, dass nichts zwischen ihnen sei, worauf sie nach Hause fuhr. Sie war sehr verletzt und fing an, Bunting emotionale Briefe zu schreiben. Bunting blieb für mehrere Monate in Bakara, bevor er nach Murray Bridge zog.
- Suzanne Allen war 47, als sie 1996 starb. Vlassakis erklärte, dass Bunting ihm erzählt hätte, dass er und Wagner nach Adelaide gefahren wären, um sie zu besuchen. Dort hätten sie Allen tot in ihrem Badezimmer aufgefunden. Sie sei an einem Herzinfarkt gestorben. Bunting startete dann eine, wie er es nannte, „slice and dice operation“. Allen wurde zerstückelt und ihre Überreste wurden in elf Plastiksäcken verpackt. Sie wurden 1,5 m über den Überresten von Davies bei dem Haus in Salisbury North vergraben. Ihr Tod wurde vertuscht und die Gruppe bezog weiterhin ihre Rente. Nach den beim Prozess präsentierten Beweisen war der Gerichtsmediziner nicht in der Lage, einen natürlichen Tod sicher festzustellen, und die Jury konnte sich nicht darauf einigen, ob sie ermordet wurde.

- Michael Gardiner war ein 19-jähriger, offen schwuler Cross-Dresser und Freund eines Cousins von Wagners damaliger Freundin. Eines Tages passte Gardiner als Babysitter auf die Kinder von Wagners Freundin auf. Wagner beobachtete Gardiner dabei, wie er eine Hand über den Mund von einem der Kinder hielt, als Teil eines Spiels. Er missinterpretierte die Situation und geriet in Wut. Einige Zeit später fuhr der Cousin in Urlaub und Gardiner sagte zu, auf das Haus aufzupassen. Gardiner erzählte dem Cousin, dass, sobald er zurück sei, er nach Goolwa ziehen wolle. Bunting und Wagner schnappten sich ihn und brachten ihn zu Buntings Haus in Murray Bridge, wo sie ihn strangulierten. Gardiner wurde nicht vermisst, da jeder annahm, dass er nach Goolwa gezogen sei. Frederick Brooks schlüpfte in Gardiners Leben und rief, auf Buntings Anweisung hin, Freunde von Gardiner an, damit diese glaubten, er würde noch leben.

Barry Lane war eine nicht operierte trans Person, welcher unter dem Namen „Vanessa“ lebte. Lane hatte eine Beziehung mit Wagner zu der Zeit, als Bunting in die Gegend zog. Bunting akzeptierte Lane in seinem Freundeskreis, da er ihn mit Informationen über lokale Pädophile versorgte. Bunting schuf aus diesen Informationen ein Diagramm mit den Namen von aktuellen und möglichen Pädophilen auf Notizzetteln, welche mit pinken und blauen Fäden verbunden waren. Bunting bezeichnete dies als die „Spinnenwand“, nach dem australischen Slang-Begriff „Spinne“ für Pädophile. Nachdem Lane verdächtigt wurde, einen Jungen aus der Gegend belästigt zu haben, wurde sein und Wagners Haus mit einem Brandsatz angegriffen. Bunting sagte Lane, dass er niemals wieder in die Gegend zurückkommen sollte und sprach weitere Drohungen aus. Wagner verließ Lane und kam mit einer Frau zusammen, während Lane sich mit einer anderen Frau anfreundete, welche zahlreiche Kinder hatte. Er zog in ihr Haus in Hectorville. Lane begann zudem eine Beziehung mit Thomas Trevilyan, welcher im April 1997 bei ihm einzog.
- Barry Lane war 42 Jahre, als er starb. Lane war durch den Mord an Trezise traumatisiert und hatte mit seiner Mutter und Buntings damaliger Freundin darüber gesprochen. Besagte Freundin fragte Bunting, was es mit Lanes Behauptungen auf sich habe. Er antwortete, dass sie wahr seien. Zur selben Zeit erzählte Trevilyan Bunting, dass Lane ihn missbrauchen würde. Am 17. Oktober 1997 schnappten sich Bunting, Wagner und Trevilyan Lane. Am nächsten Morgen erhielt Lanes Mutter einen Telefonanruf von ihm. Lane beleidigte sie auf Buntings Anweisung hin und teilte ihr schließlich mit, dass er nach Queensland gehen werde. Dann legte sie auf. Sie verbrachten ihn zu Lanes Haus und folterten ihn dort, um an seine Bankdaten zu gelangen. Nachdem sie seine Zehen mit einer Zange zertrümmert hatten, erdrosselten sie ihn. Als sein Verlobter nach Hause kam und Lane nicht vorfand, meldete er ihn bei der Polizei als vermisst. Tatsächlich verblieb die Leiche noch vier Tage im Haus, bis Bunting und Wagner sie abholten und entsorgten.

- Thomas Trevilyan, der an Paranoider Schizophrenie litt, war erst 18 Jahre alt, als er starb. Er bildete sich ein, dass er ein Soldat sei und trug immer Tarnkleidung, hatte ein Messer bei sich und glaubte, dass der Gevatter Tod auf der Jagd nach ihm sei. Er war nach Lanes Tod bei Wagner eingezogen, doch dessen Freundin mochte ihn nicht. Am 4. November 1997 spielte der Sohn von Wagners Freundin mit einem Welpen, als Trevilyan damit anfing, den Welpen zu jagen und ihn mit seinem Messer versuchte zu töten, wobei er gestoppt wurde. An diesem Nachmittag erklärte Bunting Wagner und Vlassakis, dass Trevilyan beginnen würde, durchzudrehen und verrückt zu werden. Er wurde zu einem Risiko, und Bunting und Wagner nahmen ihn mit auf eine Spritztour. Am nächsten Tag wurde Trevilyan erhängt an einem Baum in Humbug Scrub in den Adelaide Hills in der Nähe von Kersbrook gefunden. Im Wissen von seinen vorherigen Selbstmordversuchen urteilte der Gerichtsmediziner, dass Trevilyan Suizid begangen hätte.

- Gavin Porter starb mit 29 Jahren im April 1998. Er litt an diagnostizierter Schizophrenie und befand sich viele Jahre in Behandlung in Psychiatrien. Nach dem Tod seiner Mutter zog er 1997 von Victoria nach Adelaide, wo er den 17-jährigen Vlassakis traf und bei ihm einzog. Beide waren heroinabhängig. Nachdem Bunting, Elizabeth Harvey und ihre Kinder, darunter Vlassakis, Ende 1997 nach Murray Bridge zogen, folgte ihnen Porter. Bunting entschied, dass Porter das nächste Opfer werden solle, nachdem er sich an einer benutzten Spritze gestochen hatte, welche Porter auf der Couch liegen ließ. Bunting und Wagner attackierten Porter, als dieser in seinem Wagen schlief. Er wachte auf und verletzte Bunting mit einem Schraubenzieher an der Hand, bevor er überwältigt und erdrosselt wurde. Die Leiche ist Vlassakis gezeigt worden, bevor sie entsorgt wurde.

Als die Polizei das Verschwinden von Lane untersuchte, fand sie heraus, dass weiterhin an jedem Zahlungstag Geld von Lanes Konto abgehoben wurde. Die Überwachungskameras filmten Wagner dabei, wie er das Geld bezog. Aufgrund seiner Verbindung zu Bunting wurden beide unter Überwachung gestellt und ihre Telefone abgehört.
- Troy Youde war, als er im August 1998 ermordet wurde, 21 Jahre alt. Er war der Halbbruder von Vlassakis und Sohn von Elizabeth Harvey. Youde hatte Vlassakis sexuell missbraucht, als dieser jünger war, und dies auch bereits Bunting erzählt. Eines Nachts weckten Bunting, Wagner und Mark Haydon Vlassakis auf und erklärten ihm, dass Youde als Nächstes dran sei. Sie schlugen Youde, als dieser noch schlief, und Vlassakis legte ihm Handschellen an. Sie warfen ihn in die Badewanne und schlugen wiederholt auf ihn ein, damit er ihnen seine Kontodaten gab. Youde wurde gezwungen, die vier mit „Herr“, „Gott“, „Meister“ und „Chefinspektor“ anzureden. Ihm wurden die Zehen zerschmettert, wenn er die Namen verwechselte. Dann musste er, auf Buntings Anweisung hin, eine Reihe von Zahlen, Wörtern und Phrasen wiederholen, was von Bunting aufgezeichnet wurde. Danach wurde Youde erdrosselt.

Mithilfe eines Programms namens Sound Forge fertigte Bunting aus den Aufnahmen von Youde und späteren Opfern Nachrichten an, welche an die Freunde der Oper geschickt wurden. Diese verkündeten darin, dass sie wegzögen. Diese Nachrichten wurden später als die „Stimmen von den Toten“ bekannt. Diese kombinierte er später mit einem Backing Track namens „Selling the Drama“ und einem Anti-Pädophilen-Text. Von nun an nutzte Bunting einen Sprachkode bezüglich der Morde.
Personen, welche er nicht mochte, waren „Abfälle“, Pädophile waren „Felsspinnen“ und Personen, welche Drogen nahmen oder zu viel aßen oder tranken, bezeichnete er als „Dreckige“. Potentielle Opfer sollten in „die Klinik“ gehen. Jemanden töten zu wollen war „spielen zu wollen“. Wenn jemand etwas „gut gemacht“ hatte, so war er ermordet worden. Sein Handeln bezeichnete Bunting selbst als „Schlümpfe produzieren“ und erklärte: Zuerst wurden sie blau und dann zu Scheiße.
- Fred Brooks war der 18-jährige, geistig behinderte Sohn von Jodie Elliott, Elizabeth Haydons Schwester. Elliott zog 1997 nach South Australia, um in der Nähe ihrer Schwester zu leben. Bunting verfiel der Idee, dass Brooks kleine Mädchen „anfassen“ würde und erklärte den anderen, dass etwas mit Brooks „geschehen“ müsse. Im September 1998 erhielt Brooks die Nachricht, dass er als Kadett bei der Australischen Luftwaffe angenommen wurde. Brooks war an diesem Abend auf eine Party eingeladen, aber auch zu einem Einbruch mit Bunting, Wagner und Vlassakis. Er entschied sich für letzteres. Er ging zu Buntings Haus, wo man ihn bat, Handschellen anzulegen, um zu sehen, ob er sich befreien könnte, wenn die Polizei sie schnappen würde. Als er gefesselt war, schlugen ihn die vier, verabreichten ihm Elektroschocks und verbrannten Nase und Ohren mit Zigaretten. Bunting brannte ihm mit einem Feuerzeug ein Smiley auf die Stirn und führte ihm eine Wunderkerze in die Harnröhre ein. Diese wurde angezündet und anschließend wurde diese Prozedur wiederholt. Danach wurden ihm die Zehen zerschmettert, anschließend ließen sie ihn an seinem Knebel ersticken.

- Gary O’Dwyer war 29 und seit einem fünf Jahre zurückliegenden Unfall geistig wie körperlich behindert. 1998 zog er von einem Pflegezentrum nach Murray Bridge, um wieder selbständig zu leben. Er zog zufällig in die Nähe von Bunting. Obwohl er für die Täter ein völlig Fremder war, wurde er nur deshalb als Opfer ausgewählt, weil er Troy Youde ähnelte. Vlassakis freundete sich mit O’Dwyer an und brachte ihn im Dezember 1998 dazu, Bunting und Wagner einzuladen, gemeinsam etwas zu trinken. O’Dwyer wurde gefesselt und in seinem Haus in der Frances Street durch Bunting, Wagner und Vlassakis gefoltert. Sie ließen ihn anschließend zuerst gefesselt zurück und erdrosselten ihn später. Seine Leiche wurde in Mark Haydons Haus in einem Fass verstaut.

Bunting war genervt von Elizabeth Harvey und begann, viel Zeit mit Jodie Elliott zu verbringen. Er erzählte Harveys Sohn Vlassakis, dass er nur mit Elliott schlafen würde, um sie davon abzuhalten, über ihre Aktivitäten zu reden. Vlassakis glaubte ihm dies und unterstützte ihn, indem er ihn zwischen den Häusern hin und her fuhr. Bunting erzählte Harvey, dass er einen Job als Lkw-Fahrer angenommen habe und deshalb sehr viel Zeit fern von zuhause verbringen würde. Hinter ihrem Rücken bezeichnete er sie als den „Dorftrottel“ und benutzte sie, um Geld von den Konten der Opfer abzuheben.
- Elizabeth Haydon war 37 und die Ehefrau von Mark Haydon. Dieser erzählte Bunting, dass er mit ihr über die Morde gesprochen hatte. Bunting, welcher Elizabeth Haydon hasste, meinte zu Vlassakis, dass ihre Mitwisserschaft ein Problem darstellen würde. Am 20. November 1998 wurde Elliott gebeten, mit Mark Haydon in die Stadt zu gehen, um ihn aus dem Haus zu bekommen. Bunting und Wagner töteten sie in der Badewanne. Als ihr Ehemann später zurückkam, erzählte ihm Bunting, dass seine Frau ihm sexuelle Angebote gemacht habe und dass, als er ablehnte, sie aus dem Haus stürmte.

Bis zu diesem Moment waren die Fässer in einem Schuppen von Haydon gelagert. Doch Bunting entschied, dass es an der Zeit sei, diese woanders unterzubringen. Er transportierte sie in Haydons Toyota Land Cruiser zu einem Anwesen eines Freundes in den Adelaide Plains in der Nähe von Clare Valley. Er erzählte dem Freund, dass sich in den Fässern Kängurukadaver befänden.
Einige Tage nach ihrem Verschwinden meldete Elizabeth Haydons Bruder sie als vermisst. Dieser glaubte die Geschichte ihres Mannes nicht, da er sich in Widersprüche verstrickte. Auch glaubte er nicht, dass sie ohne ihre Kinder verschwinden würde. Die Polizei fand es verdächtig, dass ihr Ehemann ihr Verschwinden nicht gemeldet hatte. Bei den Ermittlungen bezüglich ihres Verschwindens erfuhren sie von ihrer Beziehung zu Bunting, Wagner und somit zum Vermisstenfall Barry Lane. Sie durchsuchten Haydons Besitz, inklusive des Schuppens, in welchem die Fässer gelagert waren. Doch nichts wurde gefunden. Nur das Fehlen von Haydons Land Cruiser wurde notiert.
Die Fässer waren weiterhin in Haydons Land Cruiser und Bunting verbrachte sie zu Vlassakis Haus in Murray Bridge, wo sie in einem Auto gelagert wurden. Kurze Zeit später zog Vlassakis nach Strathalbyn, die Fässer dagegen, von Vlassakis vergessen, verblieben in Murray Bridge. Einige Monate danach kündigten Buntings Freunde an, nach Snowtown zu ziehen und er fragte sie, ob sie die Fässer mitnehmen könnten. Sie sagten zu, meinten aber, dass die Fässer anfangen würden zu stinken und dass diese wieder abgeholt werden müssten. So reisten Bunting und Haydon nach Snowtown und schlossen einen Mietvertrag für das Haus mit der alten Bank ab. Die Fässer wurden im Tresor eingeschlossen. Beim Überprüfen der Fässer stellte Bunting fest, dass das Fass mit Elizabeth Haydons Leiche fehlte. Er rief bei Vlassakis an und erfuhr, dass sich das Fass immer noch in Murray Bridge befand. Sie sammelten es auf und verbrachten es in den Banktresor.
Im Januar 1999 wurde Jodie Elliott in eine psychiatrische Klinik eingeliefert, nachdem sie einen Nervenzusammenbruch erlitten hatte. Elliott verbrachte den Rest ihrer Tage damit, in einem Schaukelstuhl hin und her zu wippen, während sie eine Porzellanpuppe hielt, welche sie „Jodie Bunting“ nannte.
- David Johnson war 24 und der Stiefbruder von Vlassakis. Bunting mochte ihn nicht, da er sehr großen Wert auf Sauberkeit und sein Erscheinungsbild gab. Er sah ihn als „Yuppie“ an und bezeichnete ihn wiederholt als „Schwuchtel“ und befand, dass er sterben müsste. Es waren etwa sechs Monate seit dem letzten Mord vergangen, als Bunting anfing, darüber zu sprechen, Johnson in die Finger zu kriegen, und er überzeugte Vlassakis dazu, ihn in die Bank in Snowtown zu locken. Am 9. Mai 1999 erzählte Vlassakis Johnson, dass es in Snowtown einen billigen Computer zu kaufen gäbe und Johnson sagte zu, mit ihm den Computer zu erwerben. Als er die Bank betrat, wurde er sofort überwältigt und das Ritual von Schlägen, Folter und der Stimmenaufzeichnung fing an. Bunting spielte weiterhin sein Stimmen-der-Toten-Band ab. Nachdem sie seine Bankdaten erhalten hatten, gingen Wagner und Vlassakis zu einem Roadhouse in Port Wakefield und versuchten, Geld abzuheben, was misslang. Es wurde nur die Meldung „Keine Autorisierung. Abbruch.“ angezeigt. Zurück in Snowtown nahm Bunting an, dass das Konto leer war. Johnson war bereits verstorben und Bunting erklärte, dass er nun „frei sei“ und stach mit einem Messer auf die Leiche ein. Wagner schnitt ein Stück Fleisch aus der Leiche und die drei gingen zurück nach Adelaide. Dort kochten und verspeisten Wagner und Bunting das Fleisch. Johnson war das einzige Opfer, welches in Snowtown ermordet wurde.

## Verhaftung
Am 16. Mai 1999 entdeckte eine Polizeipatrouille einen Land Cruiser in einer Privatstraße und führte eine Fahrzeugüberprüfung durch, wobei das Ergebnis war, dass es sich bei dem Fahrzeug um ein „vehicle of interest“ in einem Vermisstenfall handelt. Die Polizisten klopften am Haus, zu dem der Privatweg gehört, an und erfuhren, dass das Fahrzeug dort abgestellt wurde, nachdem es dazu genutzt wurde, Fässer nach Snowtown zu bringen. Der Besitzer des Fahrzeugs habe diese zu einer Bank auf der anderen Seite der Schienen gebracht. Am nächsten Morgen öffnete die Polizei in der Bank den Banktresor, wo sich die Fässer befanden. Am 21. Mai wurden Bunting, Haydon und Wagner wegen des Mordes an Elizabeth Haydon verhaftet.

## Die Leichenbeseitigung
Die Leichen wurden zuerst in Fässern gelagert und an verschiedenen Orten aufbewahrt, bis sie schließlich in den Banktresor von Snowtown verbracht wurden. Diese Lagerorte umfassten unter anderem einen Schuppen hinter Buntings Haus in Murray Bridge im April 1998. Die dort gelagerten drei Fässer wurden später nach Smithfield Plains verbracht. Fünf Fässer wurden in einem Toyota Land Cruiser in Hoyleton gelagert, zusammen mit einem sechsten Fass in einem Mitsubishi Sigma. Beide Fahrzeuge wurden später nach Snowtown gebracht und die Fässer im Banktresor eingeschlossen, welcher von Haydon unter dem Namen „Mark Lawrence“ gemietet wurde.
Über Snowtown als Ort erklärte eine lokale Polizeiquelle:

“From what I understand there was no person involved in those murders from within Snowtown or the surrounding district. They were murdered elsewhere and the drums were brought to Snowtown because it was a quiet little town and there was a premises ideal for the persons involved.”

„Nach dem, was ich weiß, war keine Person in diese Morde involviert, die aus Snowtown oder dem ihn umgebenden Distrikt stammt. Die Morde geschahen anderswo und die Leichen wurden nach Snowtown gebracht, da es sich um eine ruhige, kleine Stadt handelt und dies waren für die involvierten Personen die besten Voraussetzungen.“

Als die Fässer geöffnet wurden, fanden die Prüfer mumifizierte und nicht aufgelöste Überreste, da die Leichen in Salzsäure eingelagert wurden.
Das Entdecken der Fässer im Mai 1999 in Snowtown war das Resultat zweijähriger Ermittlungen. Erste Ermittlungen gab es nach dem Verschwinden von Barry Lane im Jahr 1997. Nach dem Verschwinden von Elizabeth Haydon wurden Abhöranlagen im Haus von Mark Haydon in Smithfield Plains installiert, die Aufnahmen wurden später vor Gericht als Beweis verwendet. Die Abladevorgänge in der alten Bank führten zu deren Durchsuchung.
Die Überreste, welche später in Lower Light gefunden worden sind, wurden als die von Clinton Trezise identifiziert, welcher in Buntings Wohnzimmer in Salisbury North ermordet wurde. Ray Davies und Suzanne Allen wurden im Hinterhof dieses Hauses vergraben aufgefunden.

## Prozesse
Nach einer Reihe von Anhörungen war James Vlassakis der erste Beschuldigte, dem der Prozess gemacht wurde. Er plädierte auf schuldig in vier Fällen von Mord und wurde am 21. Juni 2001 zu vier lebenslangen Freiheitsstrafen verurteilt. Später desselben Jahres plädierten Bunting, Haydon und Wagner in zehn Fällen von Mord auf nicht schuldig. Viele der gegen Haydon vorgebrachten Beweise wurden später als unzulässig abgelehnt.
Am 15. Oktober 2002 begann der Prozess gegen Wagner und Bunting vor dem Obersten Gerichtshof, wobei es zu Problemen bezüglich der Jury kam. Schließlich trat ein Geschworener zurück, was mit der Grausamkeit der vorgebrachten Beweise begründet wurde, einige Quellen berichten gar, dass sich insgesamt drei Geschworene aus diesem Grund zurückgezogen hätten. Bunting und Wagner wurden schlussendlich am 8. September schuldig gesprochen. Bunting wurde wegen elf Morden und Wagner, welcher drei gestand, wegen sieben Morden zu lebenslangen Freiheitsstrafen verurteilt. Beide legten Berufung gegen die Urteile ein. Der vorsitzende Richter Brian Martin urteilte, dass die beiden Männer ein regelrechtes Geschäft daraus gemacht hätten, zum Vergnügen zu töten und dass sie „unfähig zu echter Resozialisierung“ seien.
Die Gerichtsverhandlung gegen Haydon dauerte bis zum 2. August 2004, als er wegen zweifachen Mordes und Beihilfe in sechs weiteren Fällen angeklagt wurde. Haydon selbst gab an, dass er nicht an den Morden beteiligt gewesen sei. Am 19. Dezember trat die Jury, nach vier Tagen der Beratung, wieder zusammen und sprach Haydon wegen fünffacher Beihilfe zum Mord schuldig. Im Falle der zwei Morde und eines weiteren Falles von Beihilfe konnte sich die Jury auf kein Urteil einigen. Im Mai 2005 lehnte der Oberste Gerichtshof ein Berufungsersuchen von Bunting und Wagner ab, womit die prozesslichen Berufungswege erschöpft waren. Im Dezember 2005 wurden die beiden verbleibenden Mordanklagen gegen Haydon auf Beihilfe zum Mord herabgestuft, ebenso beim Prozess bezüglich des Mordes an David Johnson.
Der letzte Prozess gegen Bunting und Wagner, wegen des ungeklärten Todes von Suzanne Allen, endete am 7. Mai 2007, als die Jury sich nicht in der Lage sah, ein Urteil zu fällen. Mehrere Geschworene begaben sich nach dem Prozess in psychologische Behandlung, um das Erlebte zu verarbeiten.
Nach der Urteilsverkündung richtete sich Wagner an die Anklage und gab zu Protokoll:

“Paedophiles were doing terrible things to children. The authorities didn’t do anything about it. I decided to take action. I took that action. Thank you.”

„Pädophile begehen schreckliche Verbrechen an Kindern. Die Behörden tun nichts dagegen. Ich beschloss, etwas zu unternehmen. Ich unternahm etwas. Ich danke Ihnen.“

Während bei Serienmorden normalerweise nicht mehr als zwei Personen beteiligt sind, waren bei diesem Fall sechs Personen direkt in die Morde involviert. Zahlreiche weitere Menschen hatten einen Verdacht oder ihnen wurde von den Morden erzählt. Doch keiner dieser Menschen ging jemals zur Polizei.
Der wichtigste Faktor, welcher es erlaubte, dass die Morde fast sieben Jahre andauerten, war die gesellschaftliche Haltung bezüglich Pädophilie. Bunting hatte einen enormen Hass gegen Pädophile und Homosexuelle, was jedem klar wurde, der mit ihm sprach. Nach einer Schimpftirade von Bunting im Gerichtssaal, wobei er erläuterte, was seiner Meinung nach mit Pädophilen geschehen sollte, wurde ein Vater eines seiner Opfer gefragt, ob diese Einstellung darauf hätte hindeuten können, dass Bunting ein Mörder sei. Er antwortete, dass viele Menschen Buntings Einstellung teilen würden und dass er in einem Gespräch mit Bunting darüber gesprochen habe, wie er den Mann töten würde, welcher die Kinder seiner Ex-Frau missbraucht hatte.

## Reaktionen der Öffentlichkeit
Bunting und Wagner wurden, zusammen mit dem The Backpacker Murderer Ivan Milat, als „Australiens schlimmste Serienmörder“ bezeichnet.
Die Einzelheiten des Falls, speziell die Art, auf welche die Opfer gefunden wurden, führten zu einer Mischung aus Entsetzen und Faszination in der Öffentlichkeit. Durch die Morde gelangte Snowtown zu einer ungewollten Bekanntheit, die Stadt ist heutzutage vor allem aufgrund dieser Morde bekannt. Nach Angaben der Anwohner kam es infolgedessen zu einem regelrechten Strom von Besuchern, welche das Bankgebäude fotografieren wollten. Dies hält bis heute an und Besucher lassen sich vielfach vor dem Gebäude fotografieren. Es wurde weiterhin ein Souvenirladen eröffnet.
Zum Zeitpunkt der Veröffentlichung des Films wurde überlegt, nach Angaben der lokalen Presse den Namen der Stadt zu ändern, um das Stigma, welches auf der Stadt lastet, zu beseitigen. Ein möglicher Name war „Rosetown“, doch der Umbenennungs-Vorschlag wurde abgelehnt. In Snowtown selbst werden die Morde oftmals nur als „the situation“ bezeichnet.
Das Haus in Salisbury North, welches dem South Australian Housing Trust gehört, wurde abgerissen und ein Altersheim errichtet. Die Bank, zusammen mit einem zugehörigen 4-Zimmer-Apartment, wurde im Februar 2012 zum Verkauf freigegeben, zur Hälfte des Werts in Höhe von 200.000 $. Nach einem „Tag der offenen Tür“, an welchem – bei freien Eintritt – etwa 700 $ für einen guten Zweck eingenommen wurden, wurde die Bank am 27. September für 185.000 $ verkauft. Die neuen Besitzer verkündeten, in dem Haus leben zu wollen, während von der Bank aus Geschäften nachgegangen werden sollte. Zu Erinnerung an die Opfer sollte eine Denkmal-Plakette angebracht werden.

## Film
Der Film Die Morde von Snowtown basiert auf dem Leben von John Bunting und den Morden. Autor und Regisseur war Justin Kurzel, die Hauptrollen wurden durch Daniel Henshall (John Bunting) und Lucas Pittaway (Jamie Vlassakis) verkörpert. Der Film erschien am 19. Mai 2011 in Australien.